# HD 50371
HD 50371，又名BD+11 1344，SAO 96241、HR 2555，是一颗恒星，视星等为6.24，位于銀經203.33，銀緯5.42，其B1900.0坐标为赤經6h 47m 49.5s，赤緯+11° 5.42′ 20″。